# Rudess/Morgenstein Project

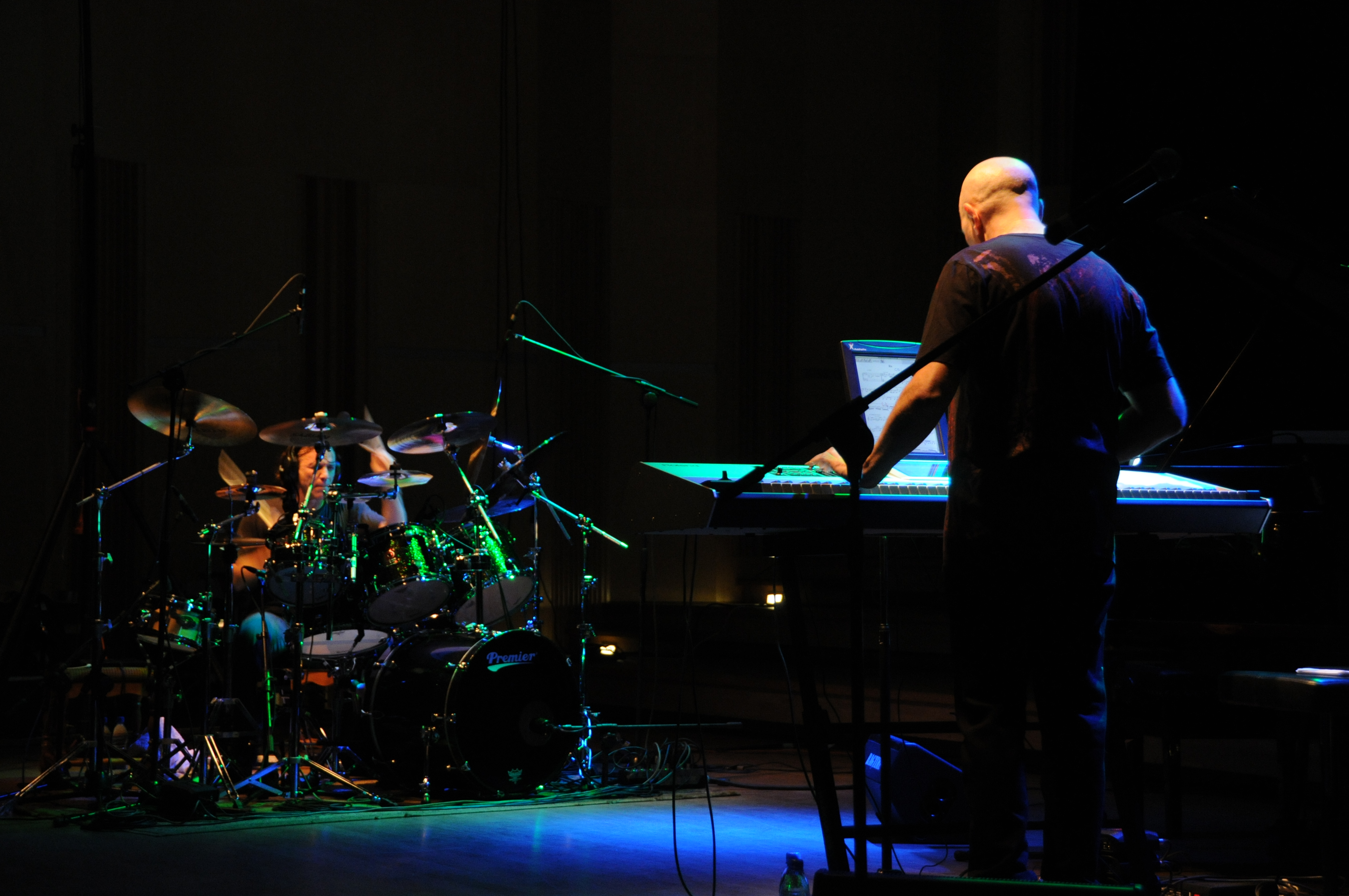
Rudess/Morgenstein Project en concert

Le Rudess/Morgenstein Project est un duo composé de Jordan Rudess aux claviers et Rod Morgenstein à la batterie. 
L'idée du duo est née lors d'un concert des Dixie Dregs en 1994 à Fort Lauderdale (Floride) lorsqu'à la suite d'une panne de courant qui avait désactivé l'amplification du violon, de la guitare et de la basse, Jordan Rudess et Rod Morgenstein ont du improviser un concert en duo.

## Discographie
- 1997 : Rudess/Morgenstein Project (en), Domo Records, 50:44
- 2001 : The Official Bootleg (en)